# Élections municipales monégasques de 2019
Les élections municipales monégasques de 2019 ont lieu le 17 mars 2019 à Monaco afin de renouveler les 15 membres du Conseil communal. La liste L'évolution communale, à la tête du conseil depuis 1991 est conduite par Georges Marsan, le maire sortant,.
Seule liste en lice, l'évolution communale remporte l'intégralité de sièges,,,.

## Mode de scrutin
Le Conseil communal de l'unique commune de Monaco est composé de 15 sièges pourvus pour quatre ans au scrutin de liste plurinominal majoritaire à deux tours dans une unique circonscription électorale.
Les électeurs votent pour autant de candidats que de sièges à pourvoir, avec la possibilité d'un panachage en rayant ou en ajoutant des noms sur les listes proposées. Les candidats ayant réuni la majorité absolue des suffrages exprimés au premier tour sont élus à hauteur du nombre de sièges à pourvoir. S'il reste des sièges non pourvus, un second tour est organisé deux semaines plus tard entre les candidats restants. Les seconds tours sont néanmoins très peu fréquents. Depuis le début des années soixante, ce cas de figure n'est ainsi arrivé que trois fois, en 1967, 1979 et 1991. À la suite des élections, le conseil communal élit le maire en son sein.

## Conditions de candidature
Sont éligibles les électeurs âgés d'au moins vingt et un ans et ayant la nationalité monégasque depuis au moins cinq ans. Le cumul des mandats avec le Conseil national de Monaco est autorisé.

## Résultats
|                          |                          |        |       |        |               |  |  |  |  |
| Listes                   | Listes                   | Voix   | %     | Sièges | +/-           |  |  |  |  |
|                          | L'évolution communale    | 43 067 | 100   | 15     | en stagnation |  |  |  |  |
| Total des voix           | Total des voix           | 43 067 | 100   |        |               |  |  |  |  |
|                          |                          |        |       |        |               |  |  |  |  |
| Suffrages exprimés       | Suffrages exprimés       | 3 118  | 91,46 |        |               |  |  |  |  |
| Votes blancs             | Votes blancs             | 173    | 5,07  |        |               |  |  |  |  |
| Votes invalides          | Votes invalides          | 118    | 3,46  |        |               |  |  |  |  |
| Total des votants        | Total des votants        | 3 409  | 100   | 15     | en stagnation |  |  |  |  |
| Abstentions              | Abstentions              | 3 750  | 53,51 |        |               |  |  |  |  |
| Inscrits / participation | Inscrits / participation | 7 332  | 46,49 |        |               |  |  |  |  |